# منتخب جمهورية إفريقيا الوسطى لكرة السلة للسيدات
منتخب جمهورية أفريقيا الوسطى لكرة السلة للسيدات (بالفرنسية: Équipe de République centrafricaine de basket-ball féminin) هو ممثل جمهورية أفريقيا الوسطى الرسمي في المنافسات الدولية في كرة السلة للسيدات.